# Plantago leiopetala
Plantago leiopetala — вид рослин з родини подорожникові (Plantaginaceae), ендемік Мадейри.

## Опис

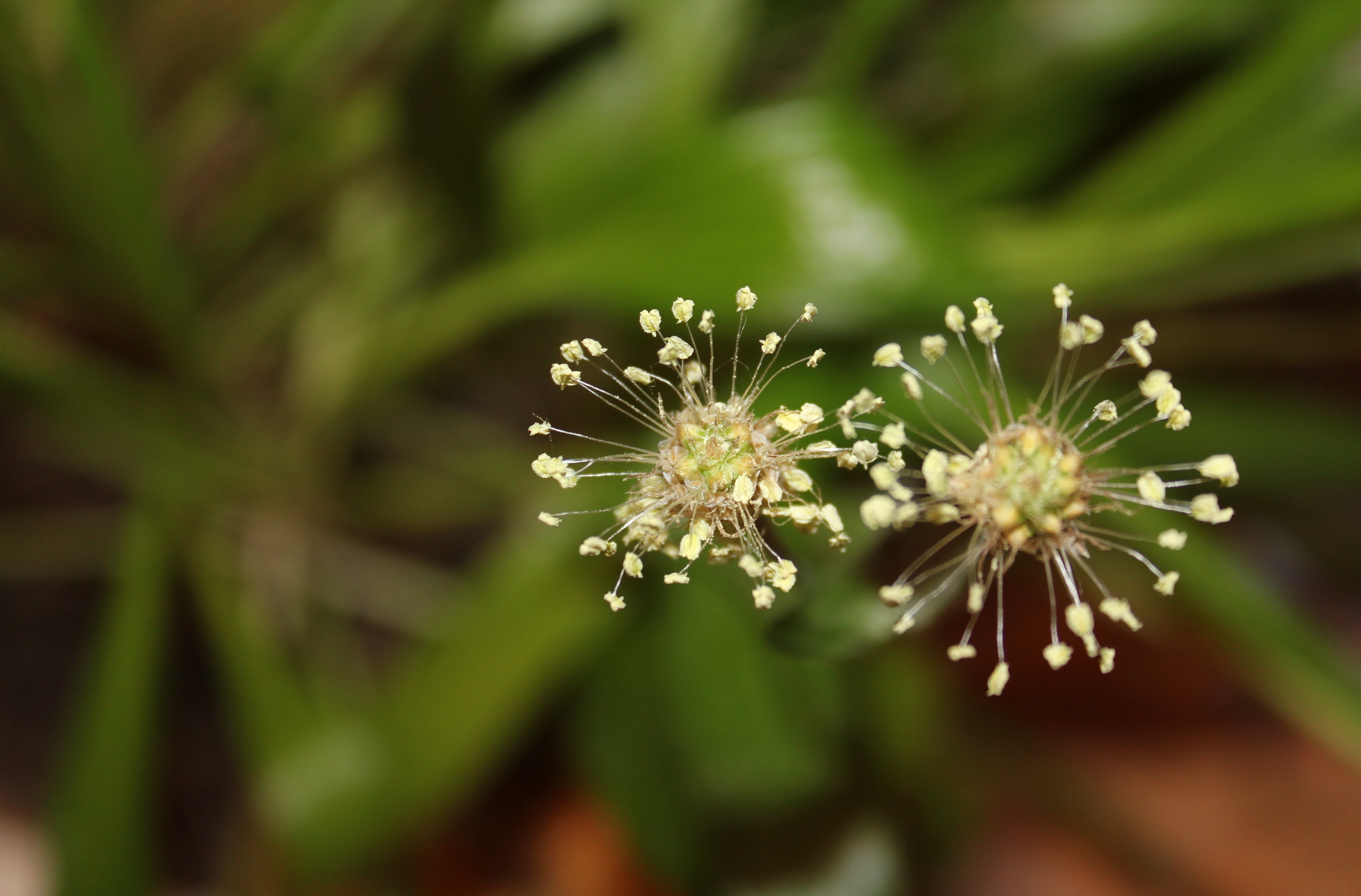
суцвіття

Багаторічна трав'яниста рослина. Стебло коротке, пряме, деревне, довжиною не більше 6 см, вкрите білими волосками; на ньому — основи старих черешків і стеблин. Листки ланцетні, прості, гладкі, довжиною до 21 см, голі, з яскраво вираженими паралельними жилками. Суцвіття завдовжки 1–3 см на стеблинах 30 см завдовжки. Плід — коробочка. Цвітіння: березень — червень.

## Поширення
Ендемік Мадейри (о-ви Мадейра, Порту-Санту).
Зростає в центральній гірській частині Мадейри, на скелях північної Мадейри, і на найвищій вершині острова Порту-Санту